# Doha-overeenkomst
De Doha-overeenkomst (Engels: Doha Agreement), officieel betiteld als de Agreement for Bringing Peace to Afghanistan  (overeenkomst voor het brengen van vrede in Afghanistan), is de benaming voor de in februari 2020 tot stand gekomen overeenkomst tussen de Verenigde Staten en de Taliban, die bedoeld was als een vredesovereenkomst. Het verdrag werd ondertekend op 29 februari 2020 in Doha, Qatar, door de Verenigde Staten en de Taliban om een einde te maken aan de sinds 2001 durende strijd in Afghanistan. De toenmalige regering van de Islamitische Republiek Afghanistan was bij dit verdrag geen partij.
Onder meer de terugtrekking van de Amerikaanse en de andere NAVO-troepen in Afghanistan die onder Amerikaanse bevel stonden, die in dit verdrag jegens de Taliban werd toegezegd, leidde uiteindelijk tot de snelle val van de regering van de Islamitische Republiek Afghanistan op 15 augustus 2021.
De onderhandelingen te Doha werden gefaciliteerd door de regering van Qatar en aan Amerikaanse zijde geleid door door de Zalmay Khalilzad, een diplomaat van Afghaanse  afkomst, en aan de Taliban-zijde door Abdul Ghani Baradar. De uiteindelijke overeenkomst bevatte ook geheime bijlagen en was een van de kritieke factoren die de ineenstorting van de Afghaanse nationale veiligheidstroepen begin augustus 2021 zouden veroorzaken, die tot dusver door de Amerikanen waren gesteund. Door zich aan de voorwaarden van de overeenkomst te houden, verminderden de VS het aantal Amerikaanse luchtaanvallen drastisch en ontviel veel van die steun.
De overeenkomst voorzag in de terugtrekking van alle NAVO-troepen uit Afghanistan, in ruil voor de toezeggingen van de Taliban op het gebied van terrorismebestrijding. De VS stemden in met een eerste vermindering van hun strijdkrachtenniveau van 13.000 naar 8.600 binnen 135 dagen (tegen juli 2020), gevolgd door een volledige terugtrekking binnen veertien maanden (tegen 1 mei 2021) indien de Taliban zich aan hun toezeggingen zouden houden. De Verenigde Staten verplichten zich binnen 135 dagen vijf militaire bases te sluiten, en spraken hun intentie uit om de economische sancties tegen de Taliban tegen 27 augustus 2020 te beëindigen. De overeenkomst werd gesteund door Pakistan, China en Rusland en unaniem bekrachtigd door de VN-Veiligheidsraad.
Tijdens de uitvoering van de toegezegde Amerikaanse toezegging namen de aanvallen van opstandelingen tegen de Afghaanse veiligheidstroepen toe, waarbij duizenden doden vielen. In januari 2021 waren er nog maar 2.500 Amerikaanse troepen in het land en tegen het einde van die zomer waren de NAVO-troepen volledig geëvacueerd. Aanvankelijk was de voltooiing hiervan gepland in mei 2021, doch dit werd later uitgesteld tot augustus 2021. De VS voltooiden hun volledige evacuatie op 30 augustus 2021, toen de Taliban met geweld de controle over het land overnamen.

## Lessen voor de NAVO
Tegen de achtergrond van een zeer moeilijke erfenis en een uitdagend engagement in Afghanistan moest de NAVO erkennen dat de uitkomst van de inzet in Afghanistan tegenviel. Uiteindelijk bleek de internationale gemeenschap niet in staat ervoor te zorgen dat een zelfvoorzienend Afghanistan kon zegevieren en voorkomen dat de Taliban opnieuw aan de macht kwamen. Weliswaar werd gedurende de periode van NAVO-betrokkenheid Afghanistan niet opnieuw gebruikt als veilige haven voor terrorisme, noch als broedplaats voor terroristische aanslagen met massaslachtoffers zoals gebeurd was met de planning en voorbereidingen voor 9/11 door Al-Qaeda. Bovendien kan de erfenis van zorg en vriendelijkheid die door vele ISAF-troepen aan de Afghaanse bevolking werd getoond en hun inzet om van Afghanistan een betere plek te maken voor toekomstige generaties, niet uit de geschiedenis worden gewist, noch uit de hoofden en harten van veel Afghanen. Geconcludeerd werd voortaan meer na te denken over de zware uitdagingen en implicaties van het leiden van missies onder mandaat van de Verenigde Naties die gericht zijn op het helpen handhaven van internationale vrede en veiligheid, het voorkomen van conflicten of het beëindigen van oorlogen, en het beter voorbereiden voor dergelijke missies, indien de noodzaak daartoe zich opnieuw mocht voordoen. Zoals bevestigd werd in het nieuwe Strategische Concept van het Bondgenootschap, zoals overeengekomen op de NAVO-Top te Madrid in juli 2022, blijft de toewijding van de NAVO aan de doelstellingen en praktijken van crisisbeheersing en coöperatieve veiligheid ook na de teleurstellende ervaringen in Afghanistan gehandhaafd.

## Beëindiging Nederlandse betrokkenheid
Door de Amerikaanse toezegging aan de Taliban tot terugtrekking van de eigen troepen, en tevens van de door de Amerikanen geleide NAVO-troepen, kwam er ook een einde aan de Nederlandse militaire aanwezigheid in Afghanistan.
De terugtrekking van de Amerikaanse en andere NAVO-troepen uit het land was per mei 2021. Er ontstond echter onrust toen de nieuwe Amerikaanse president Joe Biden bekend liet maken dat de laatste Amerikaanse militair niet in mei maar in september 2021 uit Afghanistan zou vertrekken. De Taliban beschouwde dit als een schending van de overeenkomst en dreigde met 'tegenmaatregelen'.
Om die reden stuurde Nederland in april 2021 nog eens tachtig militairen naar Afghanistan voor beveiligingstaken. Voor de Nederlandse terugkeer zijn negen extra militaire specialisten naar Afghanistan vertrokken. Samen met het logistieke personeel zouden zij voor de zogeheten redeployment zorgen van de Nederlandse militairen en het materieel. Uiteindelijk gebeurde dit in augustus 2021, onder chaotische omstandigheden.
Daarmee kwam een einde aan twintig jaar Nederlandse aanwezigheid in Afghanistan. Nederland had er op diverse wijzen deelgenomen aan de activiteiten van de westerse landen na de val van het eerste talibanbewind in 2001, onder meer middels geheime militaire operaties en door aan militaire projecten te Baghlan, Uruzgan en Kunduz. In het land leken gedurende die periode belangrijke resultaten te zijn geboekt. Leger en de politie waren bijna van de grond af aan opgebouwd, de toegang tot het onderwijs was verbeterd en door betere gezondheidsvoorzieningen was de levensverwachting van de Afghaanse bevolking toegenomen. In Afghanistan zetelde inmiddels een democratisch verkozen regering, er was sprake van mediavrijheid en er bestond een actief maatschappelijk middenveld. Nederland had aangekondigd de Afghaanse strijdkrachten en politie financieel te zullen blijven steunen en te blijven helpen met de ontwikkeling van de Afghaanse stabiliteit, veiligheid en rechtsorde. Het einde van de militaire missies zou niet tevens het einde betekenen van de Nederlandse betrokkenheid bij Afghanistan. De na de machtsovername van de Taliban op 15 augustus 2021 ontstane  situatie vormen echter een belemmering voor de uitvoering van dat voornemen.
Op vrijdag 27 augustus 2021 landde op vliegbasis Eindhoven een vliegtuig met aan boord Nederlandse militairen en ambassadepersoneel uit Afghanistan. Ook de Nederlandse ambassadeur Caecilia Wijgers vloog mee terug.
Bij de aankomst waren ook toenmalig demissionair premier Mark Rutte en de ministers Ank Bijleveld (Defensie) en Sigrid Kaag (Buitenlandse Zaken) aanwezig. De dagen erna volgden desalniettemin verschillende militaire vluchten om alsnog meer materieel en de laatste militairen terug te brengen, terwijl de situatie te Kaboel steeds chaotischer werd.